# دی‌ال‌ان‌ای
دی‌ال‌ان‌ای (به انگلیسی: DLNA) استانداردی برای ارتباط بین دستگاه‌های دیجیتال با مصرف خانگی روی بستر شبکه‌های تحت آی پی است.
این استاندارد از سال ۲۰۰۴ راه‌اندازی شده و تا کنون بیش از ۲۴۵ شرکت مطرح جهان تحت آن قرار گرفته‌اند.
دستگاه‌هایی که با این استاندارد کار می‌کنند می‌توانند در صورت اتصال به یک شبکه خانگی از امکاناتی همچون اشتراک گذاری منابع اطلاعات (File Sharing) و بسیاری امکانات شبکه به راحتی برخوردار شوند.
امروزه محصولاتی چون لپ‌تاپ، گوشی‌های تلفن همراه، تبلت‌ها، تلویزیون، دستگاه‌های پخش صوتی، گیرنده‌های ماهواره‌ای و … تحت این استاندارد قرار دارند.